# 3泊4日、5時の鐘
『3泊4日、5時の鐘』（さんぱくよっかごじのかね）は、2014年の日本・タイ合作映画。三澤拓哉初監督映画。舞台は神奈川県茅ヶ崎市及び大磯町。

## 概要
- 製作年：2014年
- 製作国：日本・タイ合作
- 配給：和エンタテインメント、オムロ
- 上映時間：89分

## キャスト
- 花梨（真紀の会社の後輩）／小篠恵奈
- 真紀（花梨の会社の先輩）／杉野希妃
- 理沙（茅ヶ崎館の長女、花梨と真紀の元同僚）／堀夏子
- 知春（茅ヶ崎館でバイトする大学生）／中崎敏
- 宏太（理沙の弟）／栁俊太郎
- 彩子（知春を密かに思う大学生）／福島珠理
- 近藤（大学教授）／二階堂智
- ジョージ（理沙の結婚相手）／ドンサロン・コーウィットワニッチャー

## スタッフ
- 監督：三澤拓哉
- 脚本：三澤拓哉
- エグゼクティブプロデューサー：杉野希妃
- co.エグゼクティブプロデューサー：森浩章
- プロデューサー：松崎颯　三澤拓哉
- 撮影：上野彰吾
- 編集：長谷部大輔
- 音楽：岩本エイジ
- 録音：國分玲
- 助監督：市原大地